# Maszyna Leibniza

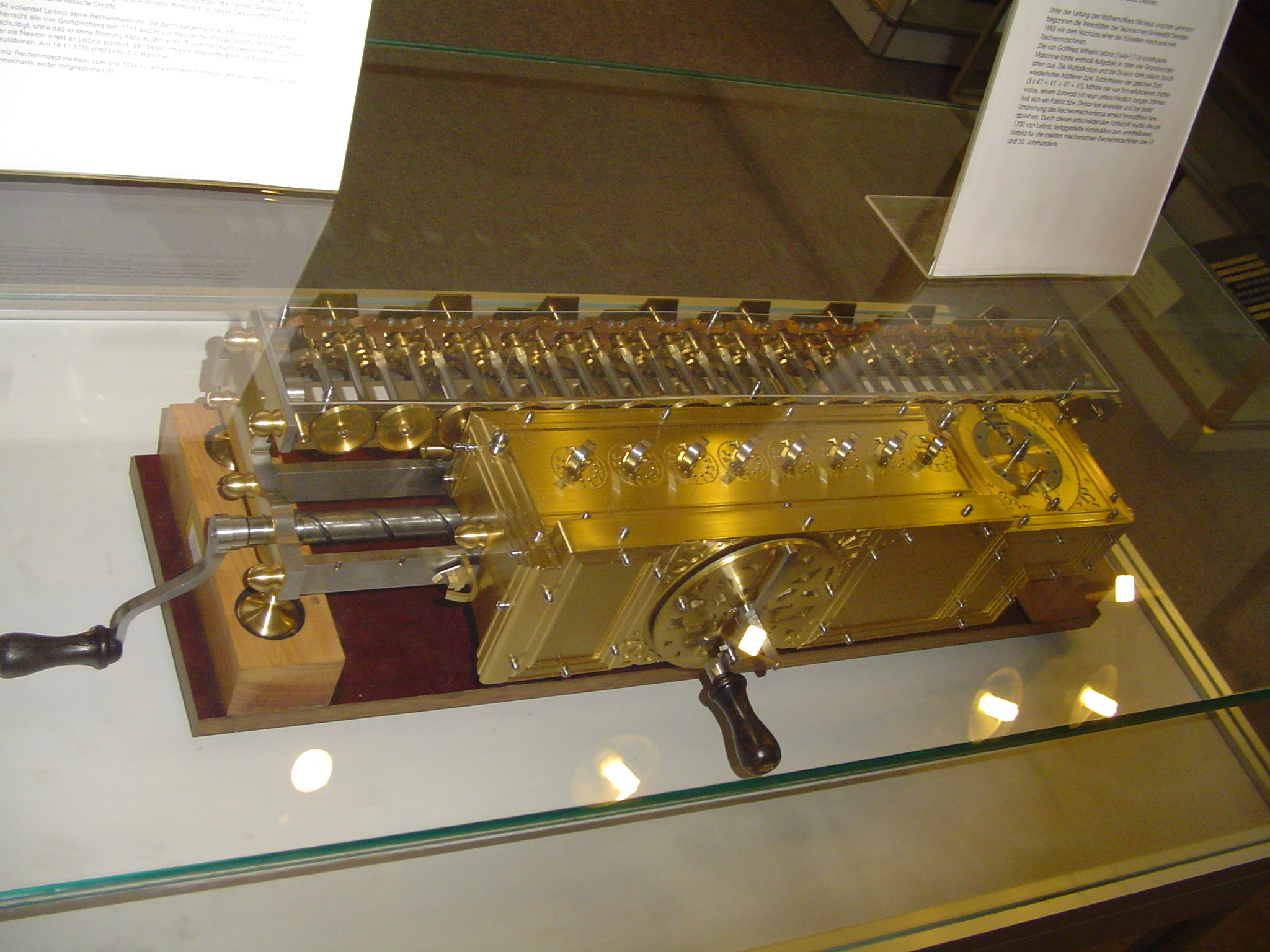
Replika maszyny

Stepped reckoner (niem. lebendige Rechenbank, dosł. „żywa ława do obliczeń”) – maszyna licząca zaprojektowana i wykonana przez Gottfrieda Wilhelma Leibniza w 1671 r.
Maszyna ta była formą kalkulatora mechanicznego opartego na wcześniejszych konstrukcjach (pascalina Blaise’a Pascala i zegar liczący Wilhelma Schickarda). Była zdolna do odejmowania, mnożenia, dzielenia i wyprowadzania pierwiastków kwadratowych.